# Ürkmez-Talsperre
Die Ürkmez-Talsperre (türkisch Ürkmez Barajı) ist eine Talsperre am Ürkmez Deresi, einem Zufluss des Ägäischen Meeres, in der Provinz İzmir im Nordwesten der Türkei.
Die Ürkmez-Talsperre befindet sich 20 km südlich der Stadt Seferihisar knapp 2 km von der Küste entfernt.
Sie wurde in den Jahren 1985–1990 zur Bewässerung einer Fläche von 345 ha errichtet.
Das Absperrbauwerk ist ein 32 m hoher Erdschüttdamm.
Das Dammvolumen beträgt ungefähr eine Million Kubikmeter. 
Der Stausee bedeckt bei Normalstau eine Fläche von 60 ha. Der Speicherraum beträgt 7 Mio. m³.